# 建長の大火
建長の大火（けんちょうのたいか）とは、鎌倉時代の建長元年3月23日（1249年5月7日）に京都で発生した火災。

## 経過
2月1日に里内裏である閑院が焼ける火災（閑院火災）を受けて、3月18日に「建長」に改元してからわずか5日後に発生した。近衛兼経の日記『岡屋関白記』によれば、未の刻（午後2時頃）に二条大路沿いにある後嵯峨上皇の御所である冷泉万里小路殿に向かう際に南側に火の手を見たと記している。兼経によれば出火場所は押小路室町であったとしているが、『帝王編年記』・『百錬抄』・『一代要記』などは姉小路室町としている。ただし、兼経自身も（押小路室町と姉小路室町の中間にある）鴨院は焼失を免れたと記しており、片平博文は火災が南に燃え広がっていることから鴨院よりも南の姉小路室町を出火元とみるのが妥当で兼経が火災の混乱下で誤聞したのではないかと推測している。また、出火時刻についても冷泉万里小路殿の北西にある近衛殿（近衛大路の北、室町小路の東にあった）に住む兼経が出火に気づくのが遅かった可能性もあり、『増鏡』には出火は暁のことと記されていることから、夜明けの段階で既に火災が起きていたと推測される。折しも強風に煽られて火は姉小路の南にある三条大路を越えると一気に燃え広がって南北は三条から八条まで、東西は西洞院から東京極までを焼き尽くし、鴨川の対岸に飛び火して後白河法皇ゆかりの蓮華王院を焼いたものの東隣の法花堂（現在の法住寺）は焼失を免れ、南東の新熊野社が焼け落ちたところで鎮火したという。また、『増鏡』には蓮華王院への飛び火は未の刻、鎮火は翌日と記されており、推測される風向きからも蓮華王院方面の方へ先に燃え広がって、八条方面には後から広がった可能性が推測されている。なお、2年10か月前の寛元4年6月6日にも大規模な火災が起きており、鴨川以西はほぼ同じ地域が被災しているが、今回は鴨川の向かい側まで広がったためにかつてない被害となった。『五代帝王物語』はこの火災を安元三年の大焼亡（安元の大火）と並ぶと評している。
なお、新暦に換算すると5月の上旬（当時まだ存在しなかった現行のグレゴリオ暦で換算した場合には5月14日）に発生した火災であるが、この時吹いていた風は北西もしくは北北西の風であったと推測される（出火場所とされる姉小路室町からみて蓮華王院はほぼ南東もしくは南南東の方角にあり、しかも蓮華王院の火は東の法花堂ではなく南東の新熊野社に飛び火している）。つまり、初夏の時期に冬と同じような北風に近い風が吹いたことになる。片平博文の分析によれば、1990年から2013年にかけての14年間に5月の京都で北・北北西・北西の風が11時間以上（暁から未の刻の経過時間に相当）吹いたのは計46回存在しているという。また、同じデータから7ｍ以上の強風が吹いたときの風向きを分析してみると、全13回のうち9回が北から北西の風であったという。これらは大陸性の高気圧の南下に伴う現象であるが、恐らく750年前も気象状況は似ていたと想定され、偶々それが火災発生と重なった可能性が考えられている。
しかも、鎮火直後の24日には鷹司万里小路付近と雙林寺付近で火災が発生し、25日には中御門室町から中御門烏丸にかけての地域で再び大きな火災が発生し、23日よりも被害は小さかったものの、南風に乗って今度は南北は一条から中御門まで、東西は西洞院から室町を経て烏丸までの7町を焼き尽くした。前述の近衛殿も南側の近衛大路側から火に囲まれて近衛兼経も慌てて避難したが、風向きが微妙に変わったことで（近衛殿がある）近衛室町とその北の土御門室町は辛うじて焼け残ったという。その後も京都市中では小規模な火災が頻発し、『増鏡』は3月末までに「都の3分の2が焼けてしまった」と、やや過剰な表現で事態の深刻さを語っている。